# Earl William Muntz
Earl William „Madman“ Muntz (3. Januar 1914 in Elgin, Illinois – 21. Juni 1987 in Rancho Mirage, Kalifornien) war ein amerikanischer Unternehmer, Gründer, Werbedarsteller und Ingenieur, der Autos und Unterhaltungselektronik in den USA ab den 1930er Jahren bis zu seinem Tod 1987 verkaufte und dafür Werbung produzierte. Mit der Figur des irren Verkäufers „Madman Muntz“ war er ein Pionier der Fernsehwerbespots. Außerdem vermarktete er das „Muntz Stereo-Pak“, eine 4-Spur-Kassette für Autoradios, einen etwaigen Vorgänger der von Lear Industries entwickelten 8-Spur-Kassette (8-Track).
Nach ihm ist das „Muntzing“ benannt, womit umgangssprachlich das Vereinfachen von ansonsten komplexen elektronischen Geräten gemeint war. Muntz produzierte und vertrieb die ersten Schwarz-Weiß-Fernsehempfänger unter 100 US-Dollar und schuf einen der frühesten funktionalen Breitbild-Rückprojektions-Fernsehgeräte. Ihm wurde die Urheberschaft der Abkürzung „TV“ für das Fernsehen (Television) nachgesagt, obwohl der Begriff zuvor in Stationskennungen wie „WCBS-TV“ verwendet wurde. Nachdem er die High School abgebrochen hatte, verkaufte er Autos, Fernsehgeräte, Autoradios und Tonträger. Ein 1968 erschienener Artikel in der Los Angeles Times berichtet, Muntz habe in einem Jahr Autos im Gesamtwert von 72 Millionen USD verkauft, fünf Jahre später Fernsehgeräte über 55 Millionen USD und im Jahr 1967 Autoradios und Tonträger über 30 Millionen USD.
Nach seinem Erfolg als Gebrauchtwagenhändler mit den Autohäusern von Kaiser-Frazer in Los Angeles und New York City, gründete er die Muntz Car Company, die den „Muntz Jet“, einen Sportwagen mit Konturen eines Düsenflugzeuges, auf den Markt brachte. Von diesem Auto wurden zwischen 1951 und 1953 weniger als 400 Stück produziert.
Muntz heiratete siebenmal. Zu seinen Frauen gehörte die Schauspielerin Joan Barton (die in Der schwarze Reiter (1947) mit John Wayne auftrat) und Patricia Stevens, die im Film Finishing Schools (Mädchenpensionat) mitspielte. Phyllis Diller gehörte zu seinen vielen Freundinnen. Er war mit Prominenten befreundet wie Sänger Rudy Vallee, Komiker Jerry Colonna, Schauspieler Bert Lahr, Fernsehmoderator Dick Clark und Cowboy-Darsteller Gene Autry.

## Früher Werdegang: 1922–1953
Muntz war schon früh von Elektronik fasziniert. Er baute sein erstes Radio im Alter von acht Jahren und baute ein weiteres für das Auto seiner Eltern im Alter von 14 Jahren. Während der Großen Depression brach er im Alter von 15 Jahren die High School in Elgin (Illinois) ab, um im Ladengeschäft seiner Eltern zu arbeiten.

### Autohandel
Im Jahr 1934 öffnete Muntz mit einem Kreditrahmen über 500 USD (was 2025 inflationsbereinigt 11.715 USD entspricht) seine erste Gebrauchtwagen-Niederlassung in Elgin. Er war erst 20 Jahre alt, also noch nicht volljährig, so dass seine Mutter die Autopapiere unterschreiben musste, um seine Geschäfte rechtswirksam zu schließen. Während eines Urlaubs in Kalifornien entdeckte Muntz, dass Gebrauchtwagen dort um deutlich höhere Preise verkauft wurden, worauf der 26-jährige Muntz im Jahr 1940 nach Kalifornien zog, um eine Gebrauchtwagenniederlassung in Glendale zu eröffnen. In Vorahnung auf ein lohnendes Geschäft kaufte er 13 brandneue Fahrzeuge mit Rechtslenker, um sie weiterzuverkaufen. Diese Fahrzeuge wurden für Kunden in Asien gebaut und konnten wegen des Zweiten Weltkrieges nicht geliefert werden. Ein Fahrzeug war ein maßgeschneiderter Lincoln, der für Chiang Kai-shek gebaut wurde. Lokale Zeitungen berichteten über die ungewöhnlichen Autos und Muntz verkaufte sie alle innerhalb von zwei Wochen, noch in ihren ursprünglichen Versandkisten. Kurz darauf eröffnete Muntz eine zweite Niederlassung in Los Angeles und schloss seine erste Niederlassung in Elgin.
Muntz entsprach keineswegs dem damaligen Muster, wonach ein Gebrauchtwagenverkäufer seriös erscheinen sollte. Er erkannte die Möglichkeiten der Werbung mit seltsamen Stunts und entwickelte daraus eine Figur mit einer wahnsinnigen Persönlichkeit („Madman“=der Irre/Wahnsinnige). Seine großspurigen Plakate und exzentrische Radio- und Fernsehwerbung machten ihn bald berühmt. In seinen Werbespot für Gebrauchtwagen vermarktete er ein Modell als das „Special des Tages“. Darin behauptete Muntz, wenn das Auto an diesem Tag nicht verkaufte werde, würde er es vor der laufender Kamera in Stücke mit einem Vorschlaghammer zerschlagen. Ein weiterer berüchtigter Muntz-Gebrauchtwagen-TV-Höhepunkt war: „Ich kaufe sie im Einzelhandel und verkaufe sie im Großhandel … so macht es einfach mehr Spaß!“ („I buy ’em retail and sell ’em wholesale … it’s more fun that way!“) Seine Werbespots erzeugten so viel Aufsehen, dass Komödianten wie Bob Hope, Jack Benny und Steve Allen des Öfteren versuchten, sich gegenseitig bei ihren Fernsehauftritten zu übertreffen, indem sie „Madman“-Muntz-Witze erzählten. An der University of Southern California gab es unter seinen Fans den Streich, den Namen „Muntz“ in der Hälfte der Zeit auszusprechen.
Die Autoverkaufsniederlassungen von Muntz wurden zur Touristenattraktion durch das Aufsehen, das sein Auftreten in den Fernsehwerbespots verbreitete. Eine Umfrage von Panner Motor Tours im Jahr 1946 ergab, dass sie den siebten Platz unter den touristischen Attraktionen Südkaliforniens belegten. Muntz nahm gehörige Risiken in Kauf, um Aufmerksamkeit zu erlangen. In der Zeit des McCarthyismus, fragte er einen seiner Berater: „Glaubst du, ich würde auf der Titelseite sein, wenn ich der Kommunistischen Partei beigetreten wäre?“

### Muntz Jet

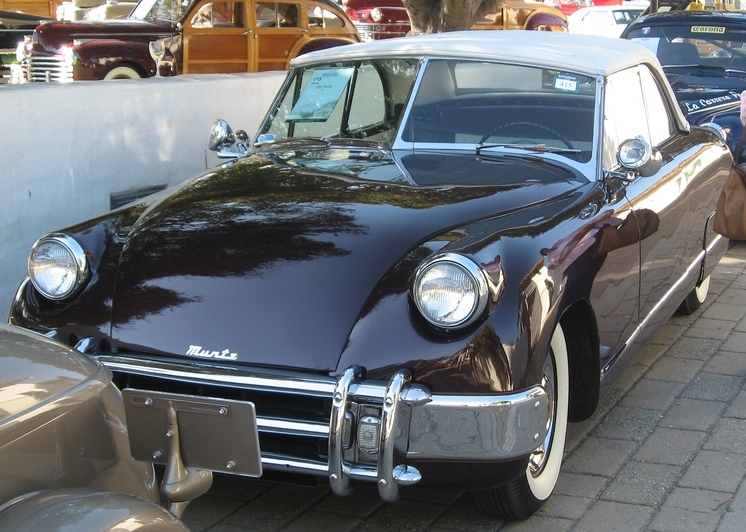
Ein vollrestaurierter 1953 Muntz Jet auf einer Oldtimerauktion in Monterey

Im Jahr 1948 versuchte Frank Kurtis, Rennwagendesigner und Gründer der Firma Kurtis Kraft, den Kurtis Kraft Sport, einen neuen zweisitzigen Sportwagen zu vermarkten. Bis 1950 waren nur 36 Stück verkauft worden. 1951 setzte er lediglich 200.000 USD um (was 2025 inflationsbereinigt 2.415.372 USD entspricht). Kurtis verkaufte die Herstellungslizenz an Muntz, die dieser schnell im rebadge als „Muntz Jet“ auflegte. Der Muntz Jet wurde zuerst in Glendale produziert, wo Muntz den Zweisitzer Kurtis Kraft Sport um 13 Zoll (33 cm) verlängerte und zum Viersitzer machte sowie den Ford-V8-Motor durch einen größeren Cadillac V8 ersetzte. Nachdem er nur 28 Stück in Kalifornien produziert hatte, verlegte Muntz die Produktion in eine neue Fabrik in Evanston (Illinois), verlängerte die Karosserie um weitere 3 Zoll (7,6 cm) und ersetzte den Cadillac V8 durch einen nicht so teuren Lincoln V8 SV.
Der Jet wurde auf der Titelseite der September-Ausgabe von Popular Science im Jahr 1951 zusammen mit einem Jaguar und einem MG vorgestellt. Er zeichnete sich durch ein eigenes Design aus, mit Aluminiumleisten an der Karosserie und einem abnehmbaren Top von glasfaserverstärktem Kunststoff (GFK). Die Auswahl der Lackfarben war extravagant und hatte Namen wie „Marsrot“, „Stratosphärenblau“ und „Zitronennebel“. Beim Interieur gab es Optionen wie Alligator- oder spanisches Kunstleder. In der Armlehne der Rückbank war eine vollständige Cocktailbar eingebaut.
Der Jet erreichte eine Höchstgeschwindigkeit von 125 mph (Meilen pro Stunde (ca. 200 km/h) und eine Beschleunigung von 0 auf 50 mph (80 km/h) in sechs Sekunden, was für damalige Straßenfahrzeuge herausragend war. Das schnellste Serienfahrzeug im Jahr 1953 war der Sportwagen Pegaso Z-102 Supercharged mit 155 mph (ca. 250 km/h). Besitzer eines Jets waren damals Frank Stanton (CEO von CBS), Schauspieler Mickey Rooney und Al „Lash“ LaRue.
Die Arbeit und die Materialien, die erforderlich waren, um den Jet zu produzieren, führten zu einem hohen Preis für das Endprodukt und 1954, nachdem sie etwa 400 Autos verkauft und etwa 1000 USD (2025 inflationsbereinigt 17.509 USD) verloren hatten, schloss Muntz das Unternehmen. Heute sind Muntz Jets geschätzte Sammlerautos und werden als Vorläufer der Chevrolet Corvette und des Ford Thunderbird gewertet.

### Muntz TV
Muntz plante ab 1946 Fernsehgeräte zu verkaufen, was er 1947 machte. Muntz spielte in seinen unorthodoxen Fernsehwerbespots den Wahnsinnigen, war aber in Wirklichkeit ein geschickter Geschäftsmann und machte den autodidaktischen Elektroingenieur. Er zerlegte Fernsehgeräte von Philco, RCA und DuMont. Er fand durch Versuch und Irrtum heraus, wie man die Zahl der elektrischen Komponenten der Geräte auf ihre minimale Funktionalität reduzieren konnte. Diese Praxis wurde als „Muntzing“ bekannt.
In den 1940er und 1950er Jahren waren die meisten Markenfernseher komplizierte Geräte, die etwa 30 Vakuumröhren sowie Rheostate, Transformatoren und andere große Bauteile enthielten. Infolgedessen waren sie für gewöhnlich sehr teuer: Der billigste in den USA hergestellte Fernseher hatte vor dem Zweiten Weltkrieg einen 3-Zoll (7,62 cm) Bildschirm und kostete 125 USD, was 2025 inflationsbereinigt 2.823 USD entspricht; das billigste Modell mit einem 12-Zoll ({30,48 cm) Bildschirm kostete 445 USD (10.051 USD entspricht). Obwohl das Rundfunkfernsehen in den Vereinigten Staaten seit 1928 in verschiedenen Formen existierte, besaßen 1954 nur 55 % der Haushalte in den USA einen Fernseher. Acht Jahre später hatten 90 % einen.

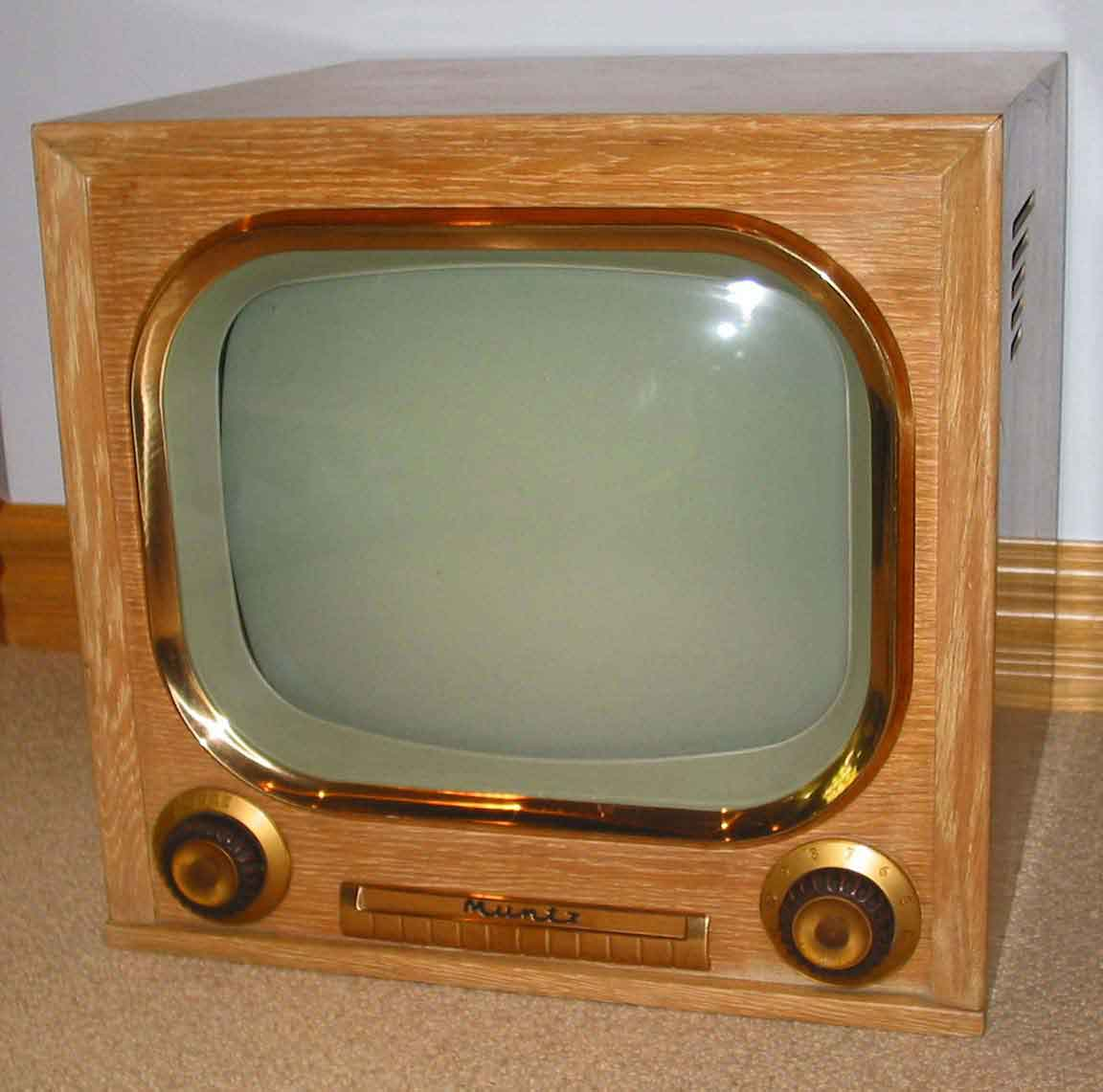
MuntzTV, Model 17A3A, Baujahr 1951

Vermarktet unter dem Namen „Muntz“ von seiner Firma Muntz TV Inc. waren diese vereinfacht gebauten Geräte die ersten schwarzweiß Fernsehgeräte in den USA, die für unter 100 USD über den Ladentisch gingen. Muntz war auch der erste Einzelhändler, der seine Bildschirme diagonal statt in der Breite angab. Die Geräte verkauften sich gut und waren zuverlässig, da die wenigen Röhren weniger Wärme erzeugten. Sie funktionierten gut in Metropolregionen nahe der Funktürme, wo Signale stark waren. Sie funktionierten schlecht mit schwächeren Signalen, da die meisten Komponenten, die Muntz eingespart hatte, schwache Signale aufbereiteten. Es war eine kalkulierte Entscheidung: Muntz zog es vor, die kleinere Marktmenge an höherwertigen Empfängern Firmen wie RCA und Zenith Electronics zu überlassen, da seine Zielkundschaft in erster Linie Stadtbewohner mit kleinem Geldbeutel waren. Darüber hinaus hatten viele städtische Wohngebäude Auflagen, keine Dachantennen installieren zu dürfen und wenn es erlaubt war, kostete die Installation einer Antenne etwa 150 USD. Muntz löste das Problem, indem er seinen Empfängern eine Zimmerantenne einbaute. Im Jahr 1952 hatte seine Firma Muntz TV Inc. 49,9 Millionen USD umgesetzt, was 2025 inflationsbereinigt 590 Millionen USD entspräche.
Muntz setzte weiterhin seine schillernde Persönlichkeit des „Madman“ in vielen seiner TV-Werbespots ein. In einem, der normalerweise nach der Ed Sullivan Show ausgestrahlt wurde, warb Muntz, gekleidet in langen roten Hosen und Napoleon-Hut, für seinen neuen 14-Zoll-Fernseher (35,56 cm), indem er sagte: „Ich möchte sie verschenken, aber Frau Muntz lässt mich nicht. Sie ist übergeschnappt!“ (I wanna give ’em away, but Mrs. Muntz won’t let me. She’s crazy!). Eine weitere Fernsehwerbung zeigte Zeichentrickanimationen von Oskar Fischinger, unterlegt mit Marschmusik und Gesang mit Text über die Muntz-Fernsehgeräte. Seine Radio-Werbespots liefen bis zu 170-mal am Tag und spielten mit klassischen musikalischen Themen, die auf die Buchstabenfolge M-U-N-T-Z passten. Muntz hatte die Radiosender schnell davon überzeugt, die Werbung an seiner Person auszurichten. Einmal schrie Muntz: „Starren sie nicht auf ihr Radio!“ Er folgte seiner Radiowerbung mit einer Direkt-Mail-Kampagne: Er sammelte tausende von Bedienknöpfen der Fernsehgeräte und schickte sie an potenzielle Kunden mit einer Notiz: „Rufen Sie uns an und wir werden mit dem Rest des Gerätes auftauchen!“
Es gibt Leute, die behaupten, Muntz habe die Abkürzung „TV“ erfunden. Muntz nutzte als eine seiner Marketingtaktiken das Himmelsschreiben, aber nachdem er eine seiner Anzeigen verfasst hatte, stellte er fest, dass die Schrift verwischt und verweht wurde, bevor der Pilot „Muntz Televisions“ ausschreiben konnte. So kam Muntz auf die Abkürzung „TV“. Allerdings war „TV“ schon zuvor in Senderkennungen von Fernsehsendern verwendet worden wie WCBS-TV, die diese Senderkennung seit 1946 benutzten. Muntz nannte auch seine Tochter „Tee Vee“, obwohl sie normalerweise „Teena“ genannte wurde und später „Tee“.

## Braune Ware: 1954–1985
Trotz seines frühen Erfolges folgten rückläufige Umsätze und die Gläubiger von Muntz verweigerten im Jahr 1954 weitere Kredite. Muntz gab zu, dass sein Geschäft zwischen April und August 1953 1.457.000 USD Verlust gemacht hatte, und obwohl er Restrukturierungen versuchte, ging Muntz TV in Konkurs und er verließ das Geschäft im Jahr 1959. (Das Unternehmen wurde reorganisiert und machte in den 1960er Jahren ohne seinen Namensgeber an der Spitze weiter.) Allerdings war Muntz weiterhin im Verkauf von Autos und Unterhaltungselektronik erfolgreich.

### 4-Spur-Kassette
Der Versuch seine beiden Hauptproduktlinien, Autos und Wiedergabegeräte zu kombinieren, brachte Muntz auf die Idee den Muntz Stereo-Pak, die sogenannte 4-Spur-Tonbandkassette zu entwickeln. Sie war ein direkter Vorgänger der 8-Spur-Kassette, genannt 8-Track, die später von Bill Lear entwickelt wurde. Die Stereo-Pak-Kassette basierte auf der Endlosbandschleife des Fidelipac von George Eash, die auch als NAB-Cartridge von Radiosendern benutzt wurde. Muntz wählte aufgrund der Verbreitung die Stereofonie als Standard für das Aufzeichnungsformat. Bevor Muntz den Stereo-Pak entwickelte, waren die einzigen Wiedergabegeräte für den mobilen Betrieb im Auto auf Plattenspieler basierende Geräte wie der von Peter Carl Goldmark entwickelte Highway Hi-Fi. Diese Geräte spielten speziell aufgezeichnete Schallplatten mit 16⅔ oder 45 min−1, aber sie neigten dazu bei Unebenheiten auf der Straße zu überspringen. Versuche, dies zu verringern, endeten mit einem höheren Andruck des Tonarms, der die Platten vorzeitig abnutzte.

### 4-Spur-Autostereo
Muntz entwarf ein Stereotonbandabspielgerät für Autos namens Autostereo und hatte es in Japan preiswert produzieren lassen. Das Autostereo konnte das ganze Band ohne Umdrehen oder Spurwechsel abspielen und litt nicht an vorzeitigen Verschleiß durch Überspringen wie es die mobilen Plattenspieler an Schallplatten verursachten. Die Anzahl der Tasten und Drehknöpfe war minimiert, damit der Fahrer sich auf die Straße konzentrieren konnte. Das Gerät gab den Kunden mehr Kontrolle über ihre Hörerlebnisse, denn auf den Bändern lief weder Werbung noch Durchsagen wie in Radiosendungen. Muntz verkaufte die Geräte und Kassetten in seinen eigenen Geschäften sowie über Franchisenehmer in Florida und Texas.
Die Audio-Produkte von Muntz waren bis 1962 so gewinnbringend, dass er seine Verträge mit Tonbandvervielfältigungsfirmen aufkündigte und seine eigene Firma zur Herstellung vorbespielter Stereo-Pak-Kassetten gegründete. Die meisten Plattenfirmen stellten keine Stereo-Pak-Kassetten her; allerdings lizenzierte Muntz Electronics Corporation Titel aller großen Plattenfirmen und brachte zwischen Mitte bis Ende der 1960er Jahre Hunderte verschiedener Kassetten heraus. Muntz stellte seine Autostereo-Geräte und Stereo-Pak-Kassetten unter dem Handelsnamen Stereo-Pak auf der Consumer Electronics Show 1967 aus.
Das Autostereo-Gerät, das für 129 USD im Jahr 1963 (1010 USD im Jahr 2017) war auf dem Aftermarket ein beliebtes Extra für Autos der Reichen und Berühmten von Beverly Hills.
Frank Sinatra hatte einen in seinem Buick Riviera, Dean Martin in seiner Corvette und Peter Lawford in seinem Carrozzeria Ghia. James Garner, Red Skelton und Lawrence Welk hatten in ihren Autos auch das Autostereo. Barry Goldwater kaufte es für seinen Sohn und Jerry Lewis nahm seine Skripte auf Stereo-Pak-Kassetten auf, um seine Rollen während der Fahrt auswendig zu lernen.
Muntz versuchte einen Trend und ein modernes Image für seine Geräte und Kassetten zu schaffen. Seine gedruckte Werbung zeigte oft, dass das Gerät in einem ansprechenden Sportwagen installiert war, meist präsentiert von einem jungen attraktiven Modell und einem suggestiven Slogan. Die meisten seiner Angestellten in seinen kalifornischen Geschäften waren attraktive junge Frauen, die ansprechend gekleidet waren.
1963 handelte Bill Lear mit Stereo-Paks und beabsichtigte die Geräte in seinen Learjet-Flugzeugen einzubauen. Allerdings entschloss er sich schnell, die Geräte seinen eigenen Wünschen entsprechend anzupassen und neu zu entwickeln, was im Ergebnis das Stereo 8 System wurde. Der Markt für 4-Spur-Systeme von Muntz war bis 1970 durch den Mitbewerb von Stereo 8 ausgelaufen, was dem Kostenvorteil durch weniger Magnetband und die Verwendung eines weniger komplexen Mechanismus der Kassette geschuldet war. Obwohl das 4-Spur-System eine höhere Wiedergabegenauigkeit hatte, da die Bandgeschwindigkeit die doppelte des Stereo-8-Systems war (und das 4-Spur-System breitere Köpfe für vergrößerte Bandbreite hatte), wurde Stereo 8 schnell und vor Ende der 1960er Jahre zum dominierenden Format für Autoradios. Ford bot Stereo-8-Geräte erstmals 1965 an und machte sie 1966 zur Standardausstattung von Neuwagen.
1979 verriet Muntz im Interview dem Magazin The Videophile, dass das größte Problem des Stereo-Pak das rückläufige Geschäft war. Er erklärte, dass bei der Reproduktion der Werke der großen Künstler wie den Beatles die Stereo-Pak-Anlage hunderttausende von Kassetten produzieren musste. Aber sobald ein populäres Album an Popularität verliere, würden die Einzelhändler die nicht verkauften Kassetten zurückgeben und erwarteten dafür Kassetten mit neuen Titeln. Muntz war für diese Rücknahmen nicht vorbereitet und sagte, dass die hohen Kosten unverkaufter Ware sein Vertrieb der Stereo-Paks schlussendlich unrentabel gemacht haben.

### Heimkino
Ende 1970 stellte Muntz sein Geschäft mit den Stereo-Paks ab, nachdem ein Brand seine Hauptbüros weitgehend zerstört hatte. Danach stieg er in den wachsenden Markt Heimvideo ein. Mitte der 1970er Jahre dachte Muntz daran, eine Sony Kathodenstrahlfarbröhre (CRT) passend mit einem speziellen Objektiv und reflektierenden Spiegel, dann das vergrößerte Bild auf einen größeren Bildschirm zu projizieren. Er baute diese einfachen Baugruppen in eine große Holzkonsole und vermarktete damit erfolgreich einen der ersten Breitbild-Rückprojektionsfernseher für den Privatgebrauch.
Die Fernsehgeräte wurden im Hauptsitz von Muntz im kalifornischen Van Nuys gefertigt. Die US-Vertriebsniederlassung von Sony wusste nicht, dass Muntz das TV-Chassis von der OEM-Abteilung von Sony Tokyo direkt bezogen hatte. Dank seines Talents für Massenmarktwerbung und Selbstpromotion waren die Rückprojektionsfernseher von Muntz bis 1977 ein Geschäft über mehrere Millionen USD. Muntz stellte umgehend Sony Betamax und VHS-Rekorder von JVC und RCA in seinen Laden und richtete einen Showroom ein, um das Potenzial für ein „Theater-Erlebnis im eigen Haus“ vorzuführen.
Im Jahr 1979 beschloss Muntz, Leerkassetten und Videorecorder als Lockangebot zu verkaufen um Kunden in seinen Showroom zu locken, wo er dann versuchte ihnen seine Rückprojektionsfernseher zu verkaufen. Sein Erfolg setzte sich in den frühen achtziger Jahren fort, bis er viel in die Technicolor Compact Video Cassette (CVC), (CVC) investierte, ein Viertelzoll-System, das mit Betamax, VHS und dem Super-8-Film-Heimkino-System konkurrieren sollte. Das CVC-Format scheiterte am Markt und der Umsatz erodierte schnell. Kurz darauf schloss Muntz das Ladengeschäft.

## Späte Jahre
Kurz bevor er im Jahr 1987 an einem Bronchialkarzinom starb, konzentrierte Muntz sein Einzelhandelsgeschäft auf Mobiltelefone, Satellitenschüsseln, einen Wohnmobilverleih namens Muntz Motor Mansions und vorgefertigte Aluminiumhäuser. Im Februar 1985 machte er als erster Einzelhändler Schlagzeilen, der ein Hitachi-Mobiltelefon für weniger als 1000 USD anbot. Nur zwei Jahre zuvor hatten die meisten Mobiltelefone etwa 3000 USD gekostet.
Nach seinem Tod übernahmen seine Kinder James und Tee die beiden Läden von Muntz in Van Nuys und Newhall. Die anderen Geschäfte waren Franchise-Unternehmen. James benutzte dieselben Werbemethoden seines Vaters, um Furore machende Anzeigen zu schalten, die Preise nannten, die seine Konkurrenten so sehr ärgerten, dass sie diese als halsabschneiderisch bezeichneten.

## Vermächtnis
Die „Madman“-Methode, die von Muntz vorangetrieben hatte, wurde später von anderen Einzelhändlern kopiert, darunter der kalifornische Autoverkäufer Cal Worthington und die New Yorker Elektronikkette Crazy Eddie. In TV-Werbespots von Crazy Eddie hüpfte Hörfunkstar Jerry Carroll um die Kamera herum und plapperte dazu in hohem Tempo, immer mit den Schlusssatz: „Crazy Eddie: Unsere Preise sind verrüüüüüückt!“. Seine Crazy-Eddie-Werbespots verschafften ihm in den 1980er Jahren eine Bekanntheit, die ihn in den Film Splash brachte.
Der kulturelle Einschlag von Muntz war derartig, dass er in Romanen erwähnt wurde wie dem Kinderbuch The Neddiad: How Neddie Took The Train, Went To Hollywood, And Saved Civilization von Daniel Manus Pinkwater, The Lost Get-Back Boogie vom James Lee Burke und Franklin Masons Four Roses in Three Acts.
Eine Produktion namens Madman Muntz: American Maverick (‚Der wahnsinnige Muntz: Ein amerikanischer Eigenbrötler‘) wurde auf Filmfestivals bis 2007 gezeigt. Der Film unter Regie von Dan Bunker und Judy ver Mehr wurde von Jim Castoro, einem Besitzer eines original Muntz Jets produziert und war im Internationalen San Fernando Valley Filmfestival und Ole Muddy Film Festival 2005 in der offiziellen Auswahl. Der Film dokumentiert das Leben von Muntz, beleuchtet besonders seine farbenfrohe Karriere und beinhaltet Interviews mit Leuten, die ihn kannten, und Filmaufnahmen von seinen Kindern zu Hause.
Ein Teil des KCET Dokumentarfilms „More Things That Aren’t Here Anymore“ (Weitere Dinge, die nicht mehr da sind) aus dem Jahr 1997 zeigt Muntz und wird von der Station regelmäßig zur Rekrutierungsphase der Studentenverbindungen ausgestrahlt.
2001 wurde Madman Muntz posthum in den Consumer Electronics Hall of Fame aufgenommen.